# Gheorghe Andriev
Gheorghe Andriev (n. 15 aprilie 1968, Carcaliu, Tulcea, România) este un canoist român, laureat cu bronz la Atlanta 1996.